# Sarong

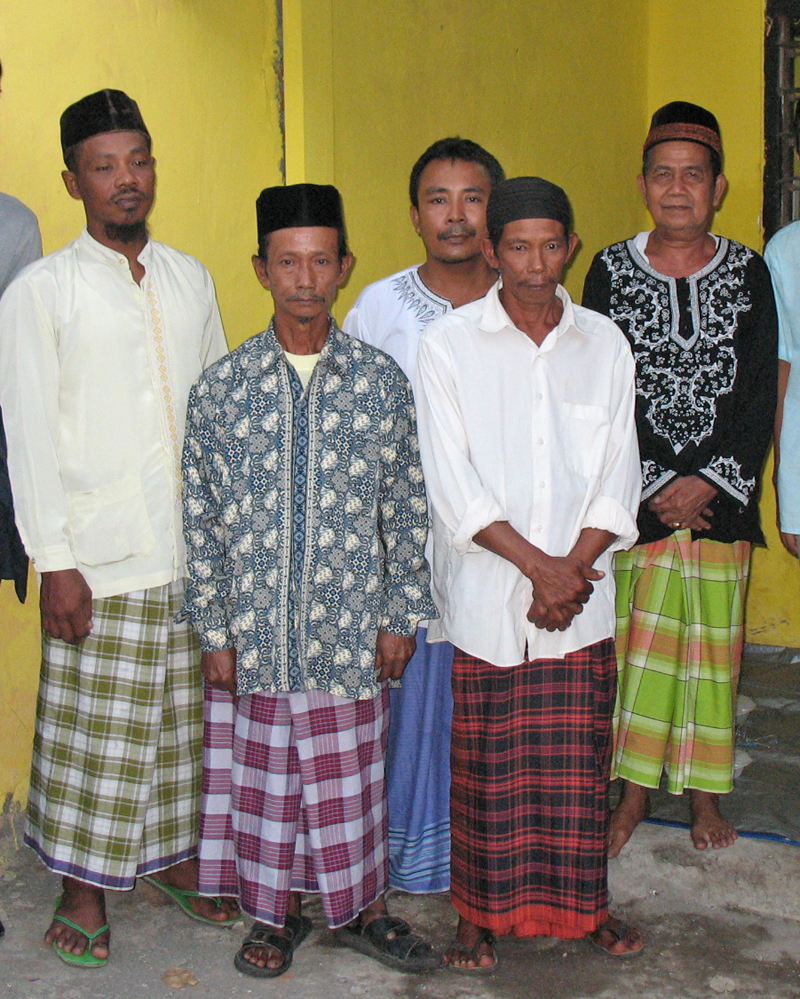
Hombres llevando un Sarong en Surabaya (Java Oriental)

Un sarong es una pieza larga de tejido, que a menudo se ciñe alrededor de la cintura y que se lleva como una falda tanto por hombres como mujeres en amplias partes del sureste asiático excluyendo a Vietnam, y en muchas islas del Pacífico. La tela con frecuencia tiene colores vivos o tiene estampados intrincados diseños que representan animales o plantas, dibujos geométricos o de cuadros, que se asemejan a los resultados del "tie-dye". Los sarongs también son utilizados para decorar las paredes y para confeccionar otros tipos de ropa, como los chales, portabebés, vestidos completos o ropas para la parte superior del cuerpo.
La técnica de teñido del batik está asociada a la producción de sarongs.

## Variaciones regionales
En Europa y América, el tejido del sarong es generalmente bastante ligero, siendo frecuentemente rayón. Los sarongs occidentales pueden tener bordes decorativos en ambos extremos. También suelen tener lazos, que son largas y delgadas piezas de tejido usadas para ayudar a sujetar el sarong al cuerpo y que no se caiga por el movimiento de la persona. Frecuentemente son utilizados en occidente por las mujeres como una cubierta sobre el bañador, aunque normalmente se les llama pareo.
Los sarongs están muy extendidos en el estado sureño de Kerala en la India, donde reciben el nombre de lungui. A diferencia de los vistosamente coloreados sarongs asiáticos, la variedad de Kerala es a menudo de un blanco liso y se lleva con propósitos religiosos o ceremoniales. Hay vestidos basados en mundu que pueden ser llevados por mujeres, aunque generalmente ellas suelen utilizar el sari.

## Fijado de la prenda
Existen numerosos métodos de sujeción para fijar un sarong al cuerpo de su portador. En algunos casos, estas técnicas difieren considerablemente según el género del portador. Si el sarong tiene lazos, pueden ser usados para fijarlo a su lugar. Si no hay lazos, se puede usar un imperdible, o se puede mantener apretado fuertemente una capa sobre otra, anudando las esquina en un nudo alrededor del cuerpo, o incluso con un cinturón.

## Prendas similares
En Bangladés los hombres típicamente llevan faldas llamadas lungui. Se suelen fabricar con algodón, pero también se hacen de seda y de otros tejidos. Son a menudos confeccionados en una larga forma cilíndrica, para que no se deslice el lungui al ser atado. En Bengala Occidental en la India, un tipo particular de lungui, el dhuti, es frecuente. En Birmania, tanto hombres como mujeres llevan faldas llamadas longyi.
En la costa de África oriental, la vestimenta tradicional de los hombres Suajili es un tipo de sarong llamado kikoy. Se hacen de algodón y tienen bandas horizontales de brillantes colores.
- Datos: Q322781
- Multimedia: Sarongs / Q322781